# Ll (digramme)
Pour les articles homonymes, voir LL.
Ll, ou plus rarement LL, (minuscule ll), est un digramme qui apparaît dans plusieurs langues, notamment l'espagnol, le catalan, l'albanais, le féroïen ou encore l'islandais. Le ll espagnol ne possède plus sa propre entrée dans le classement alphabétique, au contraire de l'albanais (Et ce depuis la refonte du classement alphabétique en 1994, voir Classement alphabétique en espagnol).

## Utilisation
En castillan, catalan et ancien français, ‹ ll › représente un /l/ palatal [ʎ] en API (en français, le /l/ palatal s'est réduit à [j] dès le XIIIe siècle dans la langue populaire, au XVIIIe dans la langue normée). Dans certaines régions, le ‹ ll › espagnol est prononcé [j], plus rarement [ʒ]. En écriture manuscrite, ‹ ll › est écrit comme une ligature de deux ‹ l ›, avec une forme différente pour la majuscule et la minuscule. Il existe en catalan un /l/ géminé, qu'on écrit alors ‹ l·l ›, avec un point médian, pour le distinguer du /l/ palatal. Enfin, le /l/ palatal géminé est écrit ‹ tll › (pour mémoire, le /l/ simple géminé peut aussi être écrit ‹ tl ›).
En albanais, le digramme ‹ ll › représente un /l/ vélarisé, [ɫ], alors qu'un simple ‹ l › représente un [l] simple. Le digramme a la valeur d'une lettre pleine dans le classement alphabétique, rangé après l simple.
En gallois, ‹ ll › est une consonne fricative latérale alvéolaire sourde [ɬ] (ayant sa propre place dans le classement alphabétique), anciennement écrite avec la ligature double L ‹ ỻ ›.
En islandais, ‹ ll › représente le son /tl/, notamment dans bolli (tasse), fjöllin (montagne), ou encore Þingvellir.

## Représentation informatique
Il n'existe aucun encodage de Ll sous un seul signe, il est toujours réalisé en accolant un L majuscule et un l minuscule.